# Adrián Balboa
Adrián Balboa, vollständiger Name Adrián Martín Balboa Camacho, (* 19. Januar 1994 in Montevideo) ist ein uruguayischer Fußballspieler.

## Karriere
Der 1,85 Meter große Offensivakteur Balboa wechselte Anfang September 2013 auf Leihbasis vom Club Sportivo Cerrito nach Griechenland zu Panathinaikos Athen. Bei den Griechen bestritt er lediglich ein Pokalspiel (kein Tor) als Einwechselspieler. In der Super League kam er nicht zum Einsatz. Anfang Juli 2014 kehrte er zunächst zu Cerrito zurück, schloss sich aber bereits gegen Ende des Monats dem Danubio FC an. Dort debütierte er unter Trainer Leonardo Ramos am 28. September 2014 beim 0:0-Unentschieden gegen Centro Atlético Fénix in der Primera División, als er in der 76. Spielminute für Luis M. De los Santos eingewechselt wurde. Bis zum Saisonende 2014/15 lief er in insgesamt elf Begegnungen (ein Tor) der höchsten uruguayischen Spielklasse auf. Ende Juli 2015 wechselte er zum Erstligaaufsteiger Liverpool Montevideo. Dort absolvierte er in der Apertura sechs Ligaspiele (ein Tor). Mitte Januar 2016 folgte eine ligainterne Leihe zu Villa Teresa. Sechs Tore Balboas bei 15 Ligaeinsätzen in der Clausura konnten den Abstieg des Klubs am Saisonende aber nicht verhindern. Mitte Juli 2016 schloss er sich leihweise dem argentinischen Verein Club Atlético Sarmiento an, für den er in der Folgezeit vier Treffer bei 19 Erstligaeinsätzen erzielte. Mitte Juli 2017 verpflichtete ihn der Club Atlético Patronato.